# Эйшвайлерский диалект
Эйшвайлерский или эшвайлерский диалект (нем. Eischwiele Platt, Eschweiler Platt; в Rheinischer Dokumenta — Aischwiile Plat) — диалект немецкого языка, распространённый в большей части современного города Эшвайлер и его окрестностях. Диалект принадлежит к рипуарской группе средненемецких диалектов и лежит между кёльнским в центральном Рейнланде и ахенским — в западной части.
Использование диалекта сегодня не так ограничено, как в соседних регионах. Основное событие в городе, когда диалект употребляется едва ли не повсеместно — Эшвайлерский карнавал, который с 1980-х годов организует Эшвайлерский исторический союз. По его инициативе было издано несколько литературных изданий и учебников на диалекте. В 2003 году вышел Эйшвайлерский словарь.